# Vernon Heywood
Vernon Hilton Heywood, britanski biolog, * 24. december 1927, Edinburg, † 18. september 2022. 
Ukvarjal se je z zdravilnimi in aromatičnimi rastlinami ter varstvom njihovih divjih sorodnic, pa tudi z botanično taksonomijo.

## Delo
V letih 1965–1968 je predaval na Univerzi v Liverpoolu in bil hkrati predstojnik oddelka za botaniko, v letih 1968–1986 pa je bil profesor in predstojnik Oddelka za botaniko Univerze v Readingu, kjer je bil hkrati tudi ravnatelj Šole za biološke vede (1972–1975) ter dekan Prirodoznanztvene fakultete (1978–1981). Leta 1987 je ustanovil Botanic Gardens Conservation International (BGCI) in postal njegov direktor.
Heywood je bil 30 let (1956–1986) generalni sekretar organizacije Flora europea, pa tudi predsednik Združenja sistematikov, podpredsednik Linnéjevega društva v Londonu in honorarni svétnik Španskega visokega sveta za znanstvene raziskave, kot strokovnjak za varovanje rastlinske dediščine je bil načelnik Sveta evropskih znanstvenih skupin  izvedencev za vastvo rastlinstva in je deloval v Svetovni zvezi za varstvo narave (IUCN) ter bil dopisni član Ameriškega botaničnega društva, Ameriškega društva botaničnih taksonomov, Bavarskega botaničnega društva, Kraljevega nizozemskega botaničnega društva in Finskega biološkega društva. Upravljal je še Kraljevi botanični vrt v Kewu in bil kot član njegovega znanstvenega svetovalnega odbora tudi član svetovalnih odborov Kanarskega botaničnega vrta Viera y Clavija v Las Palmas ter francoskih ustanov za varstvo domačega rastlinja v Porquerellesu in Bailleulu.

## Nagrade, časti in odlikovanja
Leta 1987 je prejel Linnéjevo medaljo, ki jo podeljuje Linnéjevo društvo v Londonu.
Leta 2007 ga je Planta Europa na 5. konferenci, v Cluju-Napoci, nagradila z Linnéjevo nagrado.  Je tudi prejemnik reda srebrnega psa otoške vlade Gran Canaria za prizadevanja na področju varovanja okolja in Hutchinsonovo medaljo čikaškega hortikulturnega društva.  KnjigaTaxonomy and Plant Conservation (Cambridge University Press, 2006, Etelka Leadlay and Stephen Jury, eds.) je bila posvečena Heywoodovi 75-letnici.

## Objave in knjige
Objavil je ok. 300 znanstvenih člankov o taksonomiji in sistematiki, varstvu rastlinskih virov, botaničnih vrtovih ter zdravilnih in aromatičnih rastlinah ter je avtor ali urednik ok. 50 knjig,  npr.:
- Temelji taksonomije kritosemenk, 1963
- Flora europea 1-5, 1964–1980
- Rastlinska taksonomija, 1967
- Cvetnice : Kritosemenke sveta, 1978
- Mednarodni seznam botaničnih vrtov, 1990
- Botanični vrtovi in strategija svetovnega ohranjanja okolja, 1991
- Tropski botanični vrtovi in varstvo rastlin, 1991
- Varstvo zdravilnih rastlin, 1991
- Metode ohranjanja rastlin v botaničnih vrtovih, 1991

Druga izdaja Rastlinske taksonomije iz leta 1976 je bila prevedena v 6 jezikov. V slovenščino je prevedena njegova knjiga Cvetnice : Kritosemenke sveta.